# Coupe d'Europe des clubs de basket-ball en fauteuil roulant 2013
Navigation
Saison précédente Saison suivante
La Coupe d'Europe des clubs de basket-ball en fauteuil roulant 2013, ou EuroCup 2013, est la 38e Coupe d'Europe des clubs de basket-ball en fauteuil roulant organisée par l'IWBF Europe.

## Faits marquants
- Galatasaray remporte sa quatrième couronne européenne en six ans. Le club d'Istanbul n'est plus qu'à un titre du record partagé par Lahn-Dill et Verkerk (5 victoires en EuroCup 1).
- Lahn-Dill, tenant du titre, est éliminé dès la phase de poule de l'EuroCup 1. L'équipe se classe finalement 7e en s'imposant face à l'hôte du tournoi, Valladolid.
- Le bilan est assez mitigé pour les clubs français : sur les 9 engagés (ce qui est pourtant un record en tour préliminaire pour la France[1]), seuls quatre ont passé leur tour d'Euroleague. Aucune équipe ne parvient à se qualifier pour l'EuroCup 1[2]. Hyères obtient le meilleur classement parmi ses compatriotes avec sa 7e place de l'EuroCup 2.
- L'Italie voit six de ses équipes monter sur les podiums, ce qui représente exactement la moitié des clubs médaillés, dont deux finales cent pour cent italiennes (en EuroCup 2 et EuroCup 3). Elle manque de peu de réaliser un second triplé historique après celui de 2003 et les trois titres obtenus dans les trois premières coupes.

## Tour préliminaire

### Équipes dispensées de tour préliminaire (qualifications directes)
Les formations suivantes sont directement qualifiées pour la phase finale d'une des quatre coupes d'Europe, selon le tableau ci-dessous.
| Équipe                               | Qualification directe               | Raison                                              |
| ------------------------------------ | ----------------------------------- | --------------------------------------------------- |
| RSV Lahn-Dill                        | EuroCup 1 Coupe des Clubs Champions | Champion d'Europe 2012                              |
| BSR Fundacion Grupo Norte Valladolid | EuroCup 1 Coupe des Clubs Champions | Organisateur de la phase finale de l'EuroCup 1 2013 |
| Polisportiva Amicacci Giulianova     | EuroCup 2 Coupe André Vergauwen     | Organisateur de la phase finale de l'EuroCup 2 2013 |
| BSR Las Palmas Gran Canaria          | EuroCup 3 Coupe Willi Brinkmann     | Organisateur de la phase finale de l'EuroCup 3 2013 |
| CP Mideba Extremadura                | EuroCup 4 Challenge Cup             | Organisateur de la phase finale de l'EuroCup 4 2013 |

### Euroleague 1
L'Euroleague 1 qualifie quatre des cinq équipes de chacune de ses poules : les deux premières pour la Coupe des champions (EuroCup 1), les deux suivantes respectivement pour les coupes Vergauwen et Brinkmann,.
Groupe A
L'équipe de Santa Lucia, triple vainqueur de l'EuroCup 1 (en 1998, 2003 et 2007), reçoit le groupe A à Rome.
| Groupe A |                          |     |   |   |     |     |      |     |       |
|          | Équipe                   | Pts | G | P | PP  | PC  | Diff | Dép | Moy   |
| 1        | CD Fundosa Once Madrid   | 8   | 4 | 0 | 301 | 186 | +115 |     | 75-47 |
| 2        | CMB Santa Lucia Sport    | 7   | 3 | 1 | 226 | 182 | +44  |     | 57-46 |
| 3        | Hyères HC                | 6   | 2 | 2 | 219 | 267 | -48  |     | 55-67 |
| 4        | Padova Millennium Basket | 5   | 1 | 3 | 211 | 252 | -41  |     | 53-63 |
| 5        | Beit Halochem Tel Aviv   | 4   | 0 | 4 | 205 | 275 | -70  |     | 51-69 |

| Légende | Légende                   |
| ------- | ------------------------- |
|         | Qualifié pour l'EuroCup 1 |
|         | Qualifié pour l'EuroCup 2 |
|         | Qualifié pour l'EuroCup 3 |
|         | Éliminé                   |

| Santa Lucia Roma Madrid Hyères Padoue Tel Aviv |

Groupe B
L'hôte de ce groupe B est le club allemand de Zwickau, qui recherche un nouveau podium après son titre de vice-champion d'Europe 2009 et sa troisième place d'EuroCup 1 en 2010.
| Groupe B |                    |     |   |   |     |     |      |     |       |
|          | Équipe             | Pts | G | P | PP  | PC  | Diff | Dép | Moy   |
| 1        | Galatasaray SK     | 8   | 4 | 0 | 332 | 243 | +89  |     | 83-61 |
| 2        | RSC Rollis Zwickau | 6   | 2 | 2 | 276 | 244 | +32  | +11 | 69-61 |
| 3        | GSD Anmic Sassari  | 6   | 2 | 2 | 289 | 287 | +2   | +4  | 72-72 |
| 4        | GSD Porto Torres   | 6   | 2 | 2 | 279 | 306 | -27  | -15 | 70-77 |
| 5        | CS Meaux           | 4   | 0 | 4 | 194 | 290 | -96  |     | 49-73 |

| Légende | Légende                   |
| ------- | ------------------------- |
|         | Qualifié pour l'EuroCup 1 |
|         | Qualifié pour l'EuroCup 2 |
|         | Qualifié pour l'EuroCup 3 |
|         | Éliminé                   |

| Galatasaray Zwickau Sassari Porto Torres Meaux |

Groupe C
Toulouse ouvre son gymnase Compans-Caffarelli au groupe C de l'Euroleague 1 pour la quatrième année.
| Groupe C |                                |     |   |   |     |     |      |     |       |
|          | Équipe                         | Pts | G | P | PP  | PC  | Diff | Dép | Moy   |
| 1        | Besiktas JK                    | 8   | 4 | 0 | 326 | 221 | +105 |     | 82-55 |
| 2        | RSD Santo Stefano Banca Marche | 7   | 3 | 1 | 281 | 203 | +78  |     | 70-51 |
| 3        | BC Verkerk                     | 6   | 2 | 2 | 248 | 237 | +11  |     | 62-59 |
| 4        | Toulouse IC                    | 5   | 1 | 3 | 188 | 272 | -84  |     | 47-68 |
| 5        | RGKSC Rhinos Wolverhampton     | 4   | 0 | 4 | 169 | 279 | -110 |     | 42-70 |

| Légende | Légende                   |
| ------- | ------------------------- |
|         | Qualifié pour l'EuroCup 1 |
|         | Qualifié pour l'EuroCup 2 |
|         | Qualifié pour l'EuroCup 3 |
|         | Éliminé                   |

| Besiktas Santo Stefano Verkerk Toulouse Wolverhampton |

### Euroleague 2
L'Euroleague 2 donne accès aux trois dernières coupes d'Europe (Vergauwen, Brinkmann et Challenge Cup) pour les trois premières équipes de chaque poule,.
Groupe A
Getafe, 3e de l'EuroCup 2 en 2012, organise le groupe A de l'Euroleague 2 et espère à nouveau monter sur un podium.
| Groupe A |                               |     |   |   |     |     |      |     |       |
|          | Équipe                        | Pts | G | P | Pm  | Pe  | Diff | Dép | Moy   |
| 1        | BSR Casa Murcia Getafe        | 8   | 4 | 0 | 361 | 238 | +123 |     | 90-60 |
| 2        | Izmir Buyuksehir Genclik VESK | 7   | 3 | 1 | 286 | 239 | +47  |     | 72-60 |
| 3        | Silverspokes SRUG Gent        | 6   | 2 | 2 | 231 | 267 | -36  |     | 58-67 |
| 4        | Conveen Sitting Bulls         | 5   | 1 | 3 | 228 | 301 | -73  |     | 57-75 |
| 5        | CAPSAAA Paris                 | 4   | 0 | 4 | 234 | 295 | -61  |     | 59-74 |

| Légende | Légende                   |
| ------- | ------------------------- |
|         | Qualifié pour l'EuroCup 2 |
|         | Qualifié pour l'EuroCup 3 |
|         | Qualifié pour l'EuroCup 4 |
|         | Éliminé                   |

| Getafe Izmir Gent Sitting Bulls Paris |

Groupe B
Le groupe B prend place en Suisse, à Nottwil, dans l'antre des Pilatus Dragons. Leur intérieur Nicolas Hausammann survole le tournoi en réalisant deux triple-doubles (14 points 15 rebonds 11 passes contre Haifa ; 10 points 10 rebonds 11 passes contre Lodz) et deux double-doubles (14 points 13 rebonds face à Bordeaux ; 13 points 9 rebonds 17 passes contre Trier, soit à un rebond d'un nouveau triple-double).
| Groupe B |                              |     |   |   |     |     |      |     |       |
|          | Équipe                       | Pts | G | P | Pm  | Pe  | Diff | Dép | Moy   |
| 1        | Pilatus Dragons RCZS         | 8   | 4 | 0 | 300 | 192 | +108 |     | 75-48 |
| 2        | Beit Halochem Haifa          | 7   | 3 | 1 | 252 | 212 | +40  |     | 63-53 |
| 3        | Goldmann Dolphins Trier      | 6   | 2 | 2 | 260 | 227 | +33  |     | 65-57 |
| 4        | Léopards de Guyenne Bordeaux | 5   | 1 | 3 | 243 | 287 | -44  |     | 61-72 |
| 5        | LTRSN Lodz                   | 4   | 0 | 4 | 145 | 282 | -137 |     | 36-71 |

| Légende | Légende                   |
| ------- | ------------------------- |
|         | Qualifié pour l'EuroCup 2 |
|         | Qualifié pour l'EuroCup 3 |
|         | Qualifié pour l'EuroCup 4 |
|         | Éliminé                   |

| Pilatus Dragons Haifa Trier Bordeaux Lodz |

Groupe C

Thüringen, dans l'ombre de ses compatriotes allemands Lahn-Dill, Zwickau et Bonn, accueille le groupe C.
| Groupe C |                              |     |   |   |     |     |      |     |       |
|          | Équipe                       | Pts | G | P | Pm  | Pe  | Diff | Dép | Moy   |
| 1        | Oettinger RSB Team Thüringen | 8   | 4 | 0 | 315 | 125 | +190 |     | 79-31 |
| 2        | HB Le Cannet CA              | 7   | 3 | 1 | 235 | 213 | +22  |     | 59-53 |
| 3        | KK Turkcell Lefkosia         | 6   | 2 | 2 | 216 | 254 | -38  |     | 54-64 |
| 4        | Sheffield Steelers           | 5   | 1 | 3 | 171 | 255 | -84  |     | 43-64 |
| 5        | SC Devedo                    | 4   | 0 | 4 | 170 | 260 | -90  |     | 43-65 |

| Légende | Légende                   |
| ------- | ------------------------- |
|         | Qualifié pour l'EuroCup 2 |
|         | Qualifié pour l'EuroCup 3 |
|         | Qualifié pour l'EuroCup 4 |
|         | Éliminé                   |

| Thüringen Le Cannet Lefkosia Sheffield Devedo |

Groupe D
Pour la troisième année consécutive, le club français de Meylan-Grenoble organise un tour préliminaire de la Coupe d'Europe. Les rencontres sont à nouveau délocalisées à Gières, en partenariat avec le club valide du SC Gières Basket.
| Groupe D |                         |     |   |   |     |     |      |     |       |
|          | Équipe                  | Pts | G | P | Pm  | Pe  | Diff | Dép | Moy   |
| 1        | Unipol Briantea84 Cantù | 8   | 4 | 0 | 303 | 219 | +84  |     | 76-55 |
| 2        | Meylan Grenoble HB      | 7   | 3 | 1 | 274 | 216 | +58  |     | 69-54 |
| 3        | Oldham Owls             | 6   | 2 | 2 | 259 | 219 | +40  |     | 65-55 |
| 4        | CTH Lannion             | 5   | 1 | 3 | 196 | 320 | -124 |     | 49-80 |
| 5        | BKIS Nevsky Alyans      | 4   | 0 | 4 | 207 | 265 | -58  |     | 52-66 |

| Légende | Légende                   |
| ------- | ------------------------- |
|         | Qualifié pour l'EuroCup 2 |
|         | Qualifié pour l'EuroCup 3 |
|         | Qualifié pour l'EuroCup 4 |
|         | Éliminé                   |

| Cantù Meylan Oldham Lannion Nevsky Alyans |

### Euroleague 3
L'Euroleague 3 est la dernière division du tour préliminaire. Seules les équipes classées en tête de leur groupe sont qualifiées pour la phase finale de l'EuroCup 4,.
Groupe A
Brno accueille les rencontres de ce groupe A.
| Groupe A |                      |     |   |   |     |     |      |     |       |
|          | Équipe               | Pts | G | P | Pm  | Pe  | Diff | Dép | Moy   |
| 1        | KIK Sana Sanski Most | 7   | 3 | 1 | 244 | 189 | +55  | +11 | 61-47 |
| 2        | RSV Salzburg         | 7   | 3 | 1 | 273 | 210 | +63  | -11 | 68-53 |
| 3        | Antwerp Players      | 6   | 2 | 2 | 232 | 233 | -1   | +15 | 58-58 |
| 4        | London Titans        | 6   | 2 | 2 | 228 | 176 | +52  | -15 | 57-44 |
| 5        | SK Hobit Brno        | 4   | 0 | 4 | 133 | 302 | -169 |     | 33-76 |

| Légende | Légende                   |
| ------- | ------------------------- |
|         | Qualifié pour l'EuroCup 4 |
|         | Éliminé                   |

| Sanski Most Salzbourg Anvers Londres Brno |

Groupe B
L'équipe belge de Sint Jan en banlieue de Bruges, qui reçoit le groupe B, a remporté l'EuroCup 2 en 1979. Elle est depuis apparue sur plusieurs podiums en EuroCup 1 (troisième en 1985 et 1992) et en EuroCup 2 plus récemment (troisième en 2000 et deuxième en 2006). Les rencontres sont délocalisées non loin de Bruges, sur la côte flamande de la Mer du Nord.
| Groupe B |                          |     |   |   |     |     |      |     |       |
|          | Équipe                   | Pts | G | P | Pm  | Pe  | Diff | Dép | Moy   |
| 1        | ASD Polisportiva Nordest | 8   | 4 | 0 | 247 | 153 | +94  |     | 62-38 |
| 2        | Baski Sankt-Petersbourg  | 7   | 3 | 1 | 200 | 163 | +37  |     | 50-41 |
| 3        | SV Sint-Jan Knesselare   | 6   | 2 | 2 | 189 | 196 | -7   |     | 47-49 |
| 4        | Beit Halochem Jerusalem  | 5   | 1 | 3 | 185 | 202 | -17  |     | 46-51 |
| 5        | Coyotes WBC Nottingham   | 4   | 0 | 4 | 124 | 231 | -107 |     | 31-58 |

| Légende | Légende                   |
| ------- | ------------------------- |
|         | Qualifié pour l'EuroCup 4 |
|         | Éliminé                   |

| Baski ASDP Nordest Knesselare Jerusalem Nottingham |

Groupe C
Sarajevo accueille le groupe C du tour préliminaire de l'Euroleague 3. Ce groupe comprend le seul représentant français de l'Euroleague 3 avec le leader du championnat de Nationale 1B (deuxième division française), l'Entente Villefranche Meyzieu Cluny, engagé tardivement à la suite d'un désistement.
| Groupe C |                                    |     |   |   |     |     |      |     |       |
|          | Équipe                             | Pts | G | P | Pm  | Pe  | Diff | Dép | Moy   |
| 1        | Akropol Norrbacka HIF              | 8   | 4 | 0 | 258 | 180 | +78  |     | 65-45 |
| 2        | KKK Sarajevo                       | 7   | 3 | 1 | 295 | 234 | +61  |     | 74-59 |
| 3        | Kaiserslautern Rolling Devils      | 6   | 2 | 2 | 266 | 249 | +17  |     | 67-62 |
| 4        | Entente Villefranche Meyzieu Cluny | 5   | 1 | 3 | 226 | 246 | -20  |     | 57-62 |
| 5        | WBC Danube Belgrade                | 4   | 0 | 4 | 174 | 310 | -136 |     | 44-78 |

| Légende | Légende                   |
| ------- | ------------------------- |
|         | Qualifié pour l'EuroCup 4 |
|         | Éliminé                   |

| Sarajevo Norrbacka Kaiserslautern Meyzieu Belgrade |

## Finales

### EuroCup 1: Coupe des Clubs Champions
La phase finale de l'EuroCup 1 est organisée en Espagne, à Valladolid, par la Fundacion Grupo Norte.
| Valladolid Besiktas Santa Lucia Roma Zwickau Lahn-Dill Madrid Galatasaray Santo Stefano |

#### Phase de groupes
Le groupe A réunit Valladolid (hôte de la phase finale), Besiktas (1er du groupe C de l'Euroleague 1), Santa Lucia Roma (2e du groupe A de l'Euroleague 1) et Rollis Zwickau (2e du groupe B de l'Euroleague 1).
Le groupe B réunit Lahn-Dill (champion d'Europe en titre), Once Madrid (1er du groupe A de l'Euroleague 1), Galatasaray (1er du groupe B de l'Euroleague 1) et Santo Stefano (2e du groupe C de l'Euroleague 1).
Groupe A
| Groupe A | Groupe A                             | Groupe A | Groupe A | Groupe A | Groupe A | Groupe A | Groupe A | Groupe A | Groupe A |
|          | Équipe                               | Pts      | G        | P        | Pm       | Pe       | Diff     | Dép      | Moy      |
| -------- | ------------------------------------ | -------- | -------- | -------- | -------- | -------- | -------- | -------- | -------- |
| 1        | CMB Santa Lucia Sport                | 6        | 3        | 0        | 204      | 171      | +33      |          | 68-57    |
| 2        | Besiktas JK                          | 5        | 2        | 1        | 198      | 201      | -3       |          | 66-67    |
| 3        | RSC Rollis Zwickau                   | 4        | 1        | 2        | 210      | 195      | +15      |          | 70-65    |
| 4        | BSR Fundacion Grupo Norte Valladolid | 3        | 0        | 3        | 165      | 210      | -45      |          | 55-70    |

| Légende | Légende                       |
| ------- | ----------------------------- |
|         | Qualifié pour les 1/2 finales |
|         | Éliminé                       |

Groupe B
| Groupe B | Groupe B                       | Groupe B | Groupe B | Groupe B | Groupe B | Groupe B | Groupe B | Groupe B | Groupe B |
|          | Équipe                         | Pts      | G        | P        | Pm       | Pe       | Diff     | Dép      | Moy      |
| -------- | ------------------------------ | -------- | -------- | -------- | -------- | -------- | -------- | -------- | -------- |
| 1        | Galatasaray SK                 | 6        | 3        | 0        | 256      | 193      | +63      |          | 85-64    |
| 2        | CD Fundosa Once Madrid         | 5        | 2        | 1        | 227      | 202      | +25      |          | 76-67    |
| 3        | RSD Santo Stefano Banca Marche | 4        | 1        | 2        | 185      | 244      | -59      |          | 62-81    |
| 4        | RSV Lahn-Dill                  | 3        | 0        | 3        | 210      | 239      | -29      |          | 70-80    |

| Légende | Légende                       |
| ------- | ----------------------------- |
|         | Qualifié pour les 1/2 finales |
|         | Éliminé                       |

#### Tableau final
Les équipes classées aux deux premières places de chaque groupe se disputent le titre.
|  | 1/2 finales            | 1/2 finales    |                       |    | Finale     | Finale     |
|  | 1/2 finales            | 1/2 finales    |                       |    | Finale     | Finale     |
|  |                        |                |                       |    |            |            |
|  | 4 mai 2013             | 4 mai 2013     |                       |    | 5 mai 2013 | 5 mai 2013 |
|  | 4 mai 2013             | 4 mai 2013     |                       |    | 5 mai 2013 | 5 mai 2013 |
|  | CMB Santa Lucia Sport  | 60             |                       |    | 5 mai 2013 | 5 mai 2013 |
|  | CMB Santa Lucia Sport  | 60             |                       |    | 5 mai 2013 | 5 mai 2013 |
|  | CD Fundosa Once Madrid | 57             |                       |    | 5 mai 2013 | 5 mai 2013 |
|  | CD Fundosa Once Madrid | 57             | CMB Santa Lucia Sport | 50 |            |            |
|  | 4 mai 2013             |                | CMB Santa Lucia Sport | 50 |            |            |
|  |                        | Galatasaray SK | 71                    |    |            |            |
|  | Galatasaray SK         | Galatasaray SK | 71                    | 77 |            |            |
|  | Galatasaray SK         |                |                       | 77 |            |            |
|  | Besiktas JK            | 56             |                       |    |            |            |
|  | Besiktas JK            | 56             | 3e place              |    |            |            |
|  |                        |                |                       |    |            |            |
|  | 5 mai 2013             |                |                       |    |            |            |
|  |                        |                |                       |    |            |            |
|  | CD Fundosa Once Madrid | 83             |                       |    |            |            |
|  | CD Fundosa Once Madrid | 83             |                       |    |            |            |
|  | Besiktas JK            | 63             |                       |    |            |            |
|  | Besiktas JK            | 63             |                       |    |            |            |

Les équipes classées aux deux dernières places de chaque groupe sont reversées dans ce tableau.
|  | 1/2 finales consolantes              | 1/2 finales consolantes        |                    |    | 5e place   | 5e place   |
|  | 1/2 finales consolantes              | 1/2 finales consolantes        |                    |    | 5e place   | 5e place   |
|  |                                      |                                |                    |    |            |            |
|  | 4 mai 2013                           | 4 mai 2013                     |                    |    | 5 mai 2013 | 5 mai 2013 |
|  | 4 mai 2013                           | 4 mai 2013                     |                    |    | 5 mai 2013 | 5 mai 2013 |
|  | RSC Rollis Zwickau                   | 88                             |                    |    | 5 mai 2013 | 5 mai 2013 |
|  | RSC Rollis Zwickau                   | 88                             |                    |    | 5 mai 2013 | 5 mai 2013 |
|  | RSV Lahn-Dill                        | 84ap                           |                    |    | 5 mai 2013 | 5 mai 2013 |
|  | RSV Lahn-Dill                        | 84ap                           | RSC Rollis Zwickau | 85 |            |            |
|  | 4 mai 2013                           |                                | RSC Rollis Zwickau | 85 |            |            |
|  |                                      | RSD Santo Stefano Banca Marche | 81                 |    |            |            |
|  | RSD Santo Stefano Banca Marche       | RSD Santo Stefano Banca Marche | 81                 | 82 |            |            |
|  | RSD Santo Stefano Banca Marche       |                                |                    | 82 |            |            |
|  | BSR Fundacion Grupo Norte Valladolid | 51                             |                    |    |            |            |
|  | BSR Fundacion Grupo Norte Valladolid | 51                             | 7e place           |    |            |            |
|  |                                      |                                |                    |    |            |            |
|  | 5 mai 2013                           |                                |                    |    |            |            |
|  |                                      |                                |                    |    |            |            |
|  | RSV Lahn-Dill                        | 73                             |                    |    |            |            |
|  | RSV Lahn-Dill                        | 73                             |                    |    |            |            |
|  | BSR Fundacion Grupo Norte Valladolid | 60                             |                    |    |            |            |
|  | BSR Fundacion Grupo Norte Valladolid | 60                             |                    |    |            |            |

### EuroCup 2: Coupe André Vergauwen
La phase finale de l'EuroCup 2 est organisée en Italie, à Giulianova et Roseto degli Abruzzi, par la Polisportiva Amicacci Giulianova.
| Giulianova Verkerk Getafe Thüringen Hyères Pilatus Dragons Sassari Cantù |

#### Phase de groupes
Le groupe A réunit Giulianova (hôte du tournoi), Verkerk (3e du groupe C de l'Euroleague 1), Getafe (1er du groupe A de l'Euroleague 2) et Thuringe (1er du groupe C de l'Euroleague 2).
Le groupe B réunit Hyères (3e du groupe A de l'Euroleague 1), Sassari (3e du groupe B de l'Euroleague 1), les Pilatus Dragons (1er du groupe C de l'Euroleague 2) et Cantù (1er du groupe D de l'Euroleague 2).
Groupe A
| Groupe A | Groupe A                         | Groupe A | Groupe A | Groupe A | Groupe A | Groupe A | Groupe A | Groupe A | Groupe A |
|          | Équipe                           | Pts      | G        | P        | Pm       | Pe       | Diff     | Dép      | Moy      |
| -------- | -------------------------------- | -------- | -------- | -------- | -------- | -------- | -------- | -------- | -------- |
| 1        | BSR Casa Murcia Getafe           | 6        | 3        | 0        | 194      | 177      | +17      |          | 65-59    |
| 2        | Oettinger RSB Team Thüringen     | 5        | 2        | 1        | 203      | 171      | +32      |          | 68-57    |
| 3        | Polisportiva Amicacci Giulianova | 4        | 1        | 2        | 200      | 217      | -17      |          | 67-72    |
| 4        | BC Verkerk                       | 3        | 0        | 3        | 195      | 227      | -32      |          | 65-76    |

| Légende | Légende                       |
| ------- | ----------------------------- |
|         | Qualifié pour les 1/2 finales |
|         | Éliminé                       |

Groupe B
| Groupe B | Groupe B                | Groupe B | Groupe B | Groupe B | Groupe B | Groupe B | Groupe B | Groupe B | Groupe B |
|          | Équipe                  | Pts      | G        | P        | Pm       | Pe       | Diff     | Dép      | Moy      |
| -------- | ----------------------- | -------- | -------- | -------- | -------- | -------- | -------- | -------- | -------- |
| 1        | Unipol Briantea84 Cantù | 6        | 3        | 0        | 205      | 154      | +51      |          | 68-51    |
| 2        | GSD Anmic Sassari       | 5        | 2        | 1        | 199      | 160      | +39      |          | 66-53    |
| 3        | Pilatus Dragons RCZS    | 4        | 1        | 2        | 167      | 203      | -36      |          | 56-68    |
| 4        | Hyères HC               | 3        | 0        | 3        | 163      | 217      | -54      |          | 54-72    |

| Légende | Légende                       |
| ------- | ----------------------------- |
|         | Qualifié pour les 1/2 finales |
|         | Éliminé                       |

#### Tableau final
Les équipes classées aux deux premières places de chaque groupe se disputent le titre.
|  | 1/2 finales                  | 1/2 finales             |                   |    | Finale        | Finale        |
|  | 1/2 finales                  | 1/2 finales             |                   |    | Finale        | Finale        |
|  |                              |                         |                   |    |               |               |
|  | 27 avril 2013                | 27 avril 2013           |                   |    | 28 avril 2013 | 28 avril 2013 |
|  | 27 avril 2013                | 27 avril 2013           |                   |    | 28 avril 2013 | 28 avril 2013 |
|  | BSR Casa Murcia Getafe       | 60                      |                   |    | 28 avril 2013 | 28 avril 2013 |
|  | BSR Casa Murcia Getafe       | 60                      |                   |    | 28 avril 2013 | 28 avril 2013 |
|  | GSD Anmic Sassari            | 70                      |                   |    | 28 avril 2013 | 28 avril 2013 |
|  | GSD Anmic Sassari            | 70                      | GSD Anmic Sassari | 66 |               |               |
|  | 27 avril 2013                |                         | GSD Anmic Sassari | 66 |               |               |
|  |                              | Unipol Briantea84 Cantù | 69                |    |               |               |
|  | Unipol Briantea84 Cantù      | Unipol Briantea84 Cantù | 69                | 64 |               |               |
|  | Unipol Briantea84 Cantù      |                         |                   | 64 |               |               |
|  | Oettinger RSB Team Thüringen | 61                      |                   |    |               |               |
|  | Oettinger RSB Team Thüringen | 61                      | 3e place          |    |               |               |
|  |                              |                         |                   |    |               |               |
|  | 28 avril 2013                |                         |                   |    |               |               |
|  |                              |                         |                   |    |               |               |
|  | BSR Casa Murcia Getafe       | 57                      |                   |    |               |               |
|  | BSR Casa Murcia Getafe       | 57                      |                   |    |               |               |
|  | Oettinger RSB Team Thüringen | 65                      |                   |    |               |               |
|  | Oettinger RSB Team Thüringen | 65                      |                   |    |               |               |

Les équipes classées aux deux dernières places de chaque groupe sont reversées dans ce tableau.
|  | 1/2 finales consolantes          | 1/2 finales consolantes |                                  |    | 5e place      | 5e place      |
|  | 1/2 finales consolantes          | 1/2 finales consolantes |                                  |    | 5e place      | 5e place      |
|  |                                  |                         |                                  |    |               |               |
|  | 27 avril 2013                    | 27 avril 2013           |                                  |    | 28 avril 2013 | 28 avril 2013 |
|  | 27 avril 2013                    | 27 avril 2013           |                                  |    | 28 avril 2013 | 28 avril 2013 |
|  | Polisportiva Amicacci Giulianova | 72                      |                                  |    | 28 avril 2013 | 28 avril 2013 |
|  | Polisportiva Amicacci Giulianova | 72                      |                                  |    | 28 avril 2013 | 28 avril 2013 |
|  | Hyères HC                        | 66                      |                                  |    | 28 avril 2013 | 28 avril 2013 |
|  | Hyères HC                        | 66                      | Polisportiva Amicacci Giulianova | 63 |               |               |
|  | 27 avril 2013                    |                         | Polisportiva Amicacci Giulianova | 63 |               |               |
|  |                                  | BC Verkerk              | 51                               |    |               |               |
|  | Pilatus Dragons RCZS             | BC Verkerk              | 51                               | 56 |               |               |
|  | Pilatus Dragons RCZS             |                         |                                  | 56 |               |               |
|  | BC Verkerk                       | 74                      |                                  |    |               |               |
|  | BC Verkerk                       | 74                      | 7e place                         |    |               |               |
|  |                                  |                         |                                  |    |               |               |
|  | 28 avril 2013                    |                         |                                  |    |               |               |
|  |                                  |                         |                                  |    |               |               |
|  | Hyères HC                        | 86                      |                                  |    |               |               |
|  | Hyères HC                        | 86                      |                                  |    |               |               |
|  | Pilatus Dragons RCZS             | 72                      |                                  |    |               |               |
|  | Pilatus Dragons RCZS             | 72                      |                                  |    |               |               |

### Eurocup 3: Coupe Willi Brinkmann
La phase finale de l'EuroCup 3 est organisée en Espagne, à Las Palmas de Gran Canaria, par l'ADM Econy Las Palmas.
| Las Palmas Porto Torres Izmir Meylan Padoue Toulouse Haïfa Le Cannet |

#### Phase de groupes
Le groupe A est constitué de Las Palmas (organisateur de la phase finale), Porto Torres (4e du groupe B de l'Euroleague 1), Izmir (2e du groupe A de l'Euroleague 2) et Meylan (2e du groupe D de l'Euroleague 2).
Le groupe B est formé par Padova (4e du groupe A de l'Euroleague 1), Toulouse (4e du groupe C de l'Euroleague 1), Haifa (2e du groupe B de l'Euroleague 2) et Le Cannet (2e du groupe C de l'Euroleague 2).
Groupe A
| Groupe A | Groupe A                      | Groupe A | Groupe A | Groupe A | Groupe A | Groupe A | Groupe A | Groupe A | Groupe A |
|          | Équipe                        | Pts      | G        | P        | Pm       | Pe       | Diff     | Dép      | Moy      |
| -------- | ----------------------------- | -------- | -------- | -------- | -------- | -------- | -------- | -------- | -------- |
| 1        | GSD Porto Torres              | 6        | 3        | 0        | 225      | 166      | +59      |          | 75-55    |
| 2        | BSR Las Palmas Gran Canaria   | 5        | 2        | 1        | 147      | 154      | -7       |          | 49-51    |
| 3        | Izmir Buyuksehir Genclik VESK | 4        | 1        | 2        | 163      | 193      | -30      |          | 54-64    |
| 4        | Meylan Grenoble HB            | 3        | 0        | 3        | 167      | 189      | -22      |          | 56-63    |

| Légende | Légende                       |
| ------- | ----------------------------- |
|         | Qualifié pour les 1/2 finales |
|         | Éliminé                       |

Groupe B
| Groupe B | Groupe B                 | Groupe B | Groupe B | Groupe B | Groupe B | Groupe B | Groupe B | Groupe B | Groupe B |
|          | Équipe                   | Pts      | G        | P        | Pm       | Pe       | Diff     | Dép      | Moy      |
| -------- | ------------------------ | -------- | -------- | -------- | -------- | -------- | -------- | -------- | -------- |
| 1        | Padova Millennium Basket | 6        | 3        | 0        | 216      | 146      | +70      |          | 72-49    |
| 2        | HB Le Cannet CA          | 5        | 2        | 1        | 200      | 181      | +19      |          | 67-60    |
| 3        | Beit Halochem Haifa      | 4        | 1        | 2        | 192      | 212      | -20      |          | 64-71    |
| 4        | Toulouse IC              | 3        | 0        | 3        | 149      | 218      | -69      |          | 50-73    |

| Légende | Légende                       |
| ------- | ----------------------------- |
|         | Qualifié pour les 1/2 finales |
|         | Éliminé                       |

#### Tableau final
Les équipes classées aux deux premières places de chaque groupe se disputent le titre.
|  | 1/2 finales                 | 1/2 finales              |                  |    | Finale        | Finale        |
|  | 1/2 finales                 | 1/2 finales              |                  |    | Finale        | Finale        |
|  |                             |                          |                  |    |               |               |
|  | 27 avril 2013               | 27 avril 2013            |                  |    | 28 avril 2013 | 28 avril 2013 |
|  | 27 avril 2013               | 27 avril 2013            |                  |    | 28 avril 2013 | 28 avril 2013 |
|  | GSD Porto Torres            | 84                       |                  |    | 28 avril 2013 | 28 avril 2013 |
|  | GSD Porto Torres            | 84                       |                  |    | 28 avril 2013 | 28 avril 2013 |
|  | HB Le Cannet CA             | 80                       |                  |    | 28 avril 2013 | 28 avril 2013 |
|  | HB Le Cannet CA             | 80                       | GSD Porto Torres | 69 |               |               |
|  | 27 avril 2013               |                          | GSD Porto Torres | 69 |               |               |
|  |                             | Padova Millennium Basket | 66ap             |    |               |               |
|  | Padova Millennium Basket    | Padova Millennium Basket | 66ap             | 61 |               |               |
|  | Padova Millennium Basket    |                          |                  | 61 |               |               |
|  | BSR Las Palmas Gran Canaria | 48                       |                  |    |               |               |
|  | BSR Las Palmas Gran Canaria | 48                       | 3e place         |    |               |               |
|  |                             |                          |                  |    |               |               |
|  | 28 avril 2013               |                          |                  |    |               |               |
|  |                             |                          |                  |    |               |               |
|  | HB Le Cannet CA             | 53                       |                  |    |               |               |
|  | HB Le Cannet CA             | 53                       |                  |    |               |               |
|  | BSR Las Palmas Gran Canaria | 68                       |                  |    |               |               |
|  | BSR Las Palmas Gran Canaria | 68                       |                  |    |               |               |

Les équipes classées aux deux dernières places de chaque groupe sont reversées dans ce tableau.
|  | 1/2 finales consolantes       | 1/2 finales consolantes |             |    | 5e place      | 5e place      |
|  | 1/2 finales consolantes       | 1/2 finales consolantes |             |    | 5e place      | 5e place      |
|  |                               |                         |             |    |               |               |
|  | 27 avril 2013                 | 27 avril 2013           |             |    | 28 avril 2013 | 28 avril 2013 |
|  | 27 avril 2013                 | 27 avril 2013           |             |    | 28 avril 2013 | 28 avril 2013 |
|  | Izmir Buyuksehir Genclik VESK | 47                      |             |    | 28 avril 2013 | 28 avril 2013 |
|  | Izmir Buyuksehir Genclik VESK | 47                      |             |    | 28 avril 2013 | 28 avril 2013 |
|  | Toulouse IC                   | 48ap                    |             |    | 28 avril 2013 | 28 avril 2013 |
|  | Toulouse IC                   | 48ap                    | Toulouse IC | 45 |               |               |
|  | 27 avril 2013                 |                         | Toulouse IC | 45 |               |               |
|  |                               | Meylan Grenoble HB      | 59          |    |               |               |
|  | Beit Halochem Haifa           | Meylan Grenoble HB      | 59          | 53 |               |               |
|  | Beit Halochem Haifa           |                         |             | 53 |               |               |
|  | Meylan Grenoble HB            | 55                      |             |    |               |               |
|  | Meylan Grenoble HB            | 55                      | 7e place    |    |               |               |
|  |                               |                         |             |    |               |               |
|  | 28 avril 2013                 |                         |             |    |               |               |
|  |                               |                         |             |    |               |               |
|  | Izmir Buyuksehir Genclik VESK | 64                      |             |    |               |               |
|  | Izmir Buyuksehir Genclik VESK | 64                      |             |    |               |               |
|  | Beit Halochem Haifa           | 71                      |             |    |               |               |
|  | Beit Halochem Haifa           | 71                      |             |    |               |               |

### Eurocup 4: Challenge Cup
La phase finale de l'EuroCup 4 est aussi organisée en Espagne, à Badajoz, par le CP Mideba.
| Mideba Lefkosia Oldham Norrbacka Tel Aviv Gand Trèves ASDP Nordest |

#### Phase de groupes
Le groupe A réunit Mideba (hôte de la phase finale), le KK Turkcell (3e du groupe C de l'Euroleague 2), Oldham (3e du groupe D de l'Euroleague 2) et Norrbacka (1er du groupe D de l'Euroleague 3).
Le groupe B réunit Tel Aviv (5e du groupe A de l'Euroleague 1), Gand (3e du groupe A de l'Euroleague 2), Trèves (3e du groupe B de l'Euroleague 2) et la Polisportiva Nordest (1er du groupe A de l'Euroleague 3).
Groupe A
| Groupe A | Groupe A              | Groupe A | Groupe A | Groupe A | Groupe A | Groupe A | Groupe A | Groupe A | Groupe A |
|          | Équipe                | Pts      | G        | P        | Pm       | Pe       | Diff     | Dép      | Moy      |
| -------- | --------------------- | -------- | -------- | -------- | -------- | -------- | -------- | -------- | -------- |
| 1        | CP Mideba Extremadura | 6        | 3        | 0        | 195      | 156      | +39      |          | 65-52    |
| 2        | Oldham Owls           | 5        | 2        | 1        | 205      | 194      | +11      |          | 68-65    |
| 3        | KK Turkcell Lefkosia  | 4        | 1        | 2        | 220      | 244      | -24      |          | 73-81    |
| 4        | Akropol Norrbacka HIF | 3        | 0        | 3        | 174      | 200      | -26      |          | 58-67    |

| Légende | Légende                       |
| ------- | ----------------------------- |
|         | Qualifié pour les 1/2 finales |
|         | Éliminé                       |

Groupe B
| Groupe B | Groupe B                 | Groupe B | Groupe B | Groupe B | Groupe B | Groupe B | Groupe B | Groupe B | Groupe B |
|          | Équipe                   | Pts      | G        | P        | Pm       | Pe       | Diff     | Dép      | Moy      |
| -------- | ------------------------ | -------- | -------- | -------- | -------- | -------- | -------- | -------- | -------- |
| 1        | Goldmann Dolphins Trier  | 4        | 2        | 0        | 147      | 123      | +24      |          | 74-62    |
| 2        | ASD Polisportiva Nordest | 3        | 1        | 1        | 117      | 122      | -5       |          | 59-61    |
| 3        | Beit Halochem Tel Aviv   | 2        | 0        | 2        | 110      | 129      | -19      |          | 55-65    |
| 4        | Silverspokes SRUG Gent   | 0        |          |          |          |          |          |          |          |

| Légende | Légende                       |
| ------- | ----------------------------- |
|         | Qualifié pour les 1/2 finales |
|         | Éliminé                       |

#### Tableau final
Les équipes classées aux deux premières places de chaque groupe se disputent le titre.
|  | 1/2 finales              | 1/2 finales             |                       |    | Finale        | Finale        |
|  | 1/2 finales              | 1/2 finales             |                       |    | Finale        | Finale        |
|  |                          |                         |                       |    |               |               |
|  | 27 avril 2013            | 27 avril 2013           |                       |    | 28 avril 2013 | 28 avril 2013 |
|  | 27 avril 2013            | 27 avril 2013           |                       |    | 28 avril 2013 | 28 avril 2013 |
|  | CP Mideba Extremadura    | 56                      |                       |    | 28 avril 2013 | 28 avril 2013 |
|  | CP Mideba Extremadura    | 56                      |                       |    | 28 avril 2013 | 28 avril 2013 |
|  | ASD Polisportiva Nordest | 38                      |                       |    | 28 avril 2013 | 28 avril 2013 |
|  | ASD Polisportiva Nordest | 38                      | CP Mideba Extremadura | 68 |               |               |
|  | 27 avril 2013            |                         | CP Mideba Extremadura | 68 |               |               |
|  |                          | Goldmann Dolphins Trier | 51                    |    |               |               |
|  | Goldmann Dolphins Trier  | Goldmann Dolphins Trier | 51                    | 83 |               |               |
|  | Goldmann Dolphins Trier  |                         |                       | 83 |               |               |
|  | Oldham Owls              | 81ap                    |                       |    |               |               |
|  | Oldham Owls              | 81ap                    | 3e place              |    |               |               |
|  |                          |                         |                       |    |               |               |
|  | 28 avril 2013            |                         |                       |    |               |               |
|  |                          |                         |                       |    |               |               |
|  | ASD Polisportiva Nordest | 64                      |                       |    |               |               |
|  | ASD Polisportiva Nordest | 64                      |                       |    |               |               |
|  | Oldham Owls              | 56                      |                       |    |               |               |
|  | Oldham Owls              | 56                      |                       |    |               |               |

Les équipes classées aux deux dernières places de chaque groupe sont reversées dans ce tableau.
|  | 1/2 finales consolantes | 1/2 finales consolantes |                      |    | 5e place      | 5e place      |
|  | 1/2 finales consolantes | 1/2 finales consolantes |                      |    | 5e place      | 5e place      |
|  |                         |                         |                      |    |               |               |
|  | 27 avril 2013           | 27 avril 2013           |                      |    | 28 avril 2013 | 28 avril 2013 |
|  | 27 avril 2013           | 27 avril 2013           |                      |    | 28 avril 2013 | 28 avril 2013 |
|  | KK Turkcell Lefkosia    | 20                      |                      |    | 28 avril 2013 | 28 avril 2013 |
|  | KK Turkcell Lefkosia    | 20                      |                      |    | 28 avril 2013 | 28 avril 2013 |
|  | Silverspokes SRUG Gent  | 0                       |                      |    | 28 avril 2013 | 28 avril 2013 |
|  | Silverspokes SRUG Gent  | 0                       | KK Turkcell Lefkosia | 71 |               |               |
|  | 27 avril 2013           |                         | KK Turkcell Lefkosia | 71 |               |               |
|  |                         | Beit Halochem Tel Aviv  | 64                   |    |               |               |
|  | Beit Halochem Tel Aviv  | Beit Halochem Tel Aviv  | 64                   | 63 |               |               |
|  | Beit Halochem Tel Aviv  |                         |                      | 63 |               |               |
|  | Akropol Norrbacka HIF   | 52                      |                      |    |               |               |
|  | Akropol Norrbacka HIF   | 52                      | 7e place             |    |               |               |
|  |                         |                         |                      |    |               |               |
|  | 28 avril 2013           |                         |                      |    |               |               |
|  |                         |                         |                      |    |               |               |
|  | Silverspokes SRUG Gent  | 0                       |                      |    |               |               |
|  | Silverspokes SRUG Gent  | 0                       |                      |    |               |               |
|  | Akropol Norrbacka HIF   | 20                      |                      |    |               |               |
|  | Akropol Norrbacka HIF   | 20                      |                      |    |               |               |

## Classements finaux
|                    | EuroCup 1 Coupe des Clubs Champions  | EuroCup 1 Coupe des Clubs Champions | EuroCup 2 Coupe André Vergauwen  | EuroCup 2 Coupe André Vergauwen | EuroCup 3 Coupe Willi Brinkmann | EuroCup 3 Coupe Willi Brinkmann | EuroCup 4 Challenge Cup  | EuroCup 4 Challenge Cup |
| Rang               | Équipe                               | V-D                                 | Équipe                           | V-D                             | Équipe                          | V-D                             | Équipe                   | V-D                     |
| ------------------ | ------------------------------------ | ----------------------------------- | -------------------------------- | ------------------------------- | ------------------------------- | ------------------------------- | ------------------------ | ----------------------- |
| Médaille d'or      | Galatasaray SK                       | 5-0                                 | Unipol Briantea84 Cantù          | 5-0                             | GSD Porto Torres                | 5-0                             | CP Mideba Extremadura    | 5-0                     |
| Médaille d'argent  | CMB Santa Lucia Sport                | 4-1                                 | GSD Anmic Sassari                | 3-2                             | Padova Millennium Basket        | 4-1                             | Goldmann Dolphins Trier  | 3-1                     |
| Médaille de bronze | CD Fundosa Once Madrid               | 3-2                                 | Oettinger RSB Team Thüringen     | 3-2                             | BSR Las Palmas Gran Canaria     | 3-2                             | ASD Polisportiva Nordest | 2-2                     |
| 4                  | Besiktas JK                          | 2-3                                 | BSR Casa Murcia Getafe           | 3-2                             | HB Le Cannet CA                 | 2-3                             | Oldham Owls              | 2-3                     |
| 5                  | RSC Rollis Zwickau                   | 3-2                                 | Polisportiva Amicacci Giulianova | 3-2                             | Meylan Grenoble HB              | 2-3                             | KK Turkcell Lefkosia     | 2-2                     |
| 6                  | RSD Santo Stefano Banca Marche       | 2-3                                 | BC Verkerk                       | 1-4                             | Toulouse IC                     | 1-4                             | Beit Halochem Tel Aviv   | 1-3                     |
| 7                  | RSV Lahn-Dill                        | 1-4                                 | Hyères HC                        | 1-4                             | Beit Halochem Haifa             | 2-3                             | Akropol Norrbacka HIF    | 0-4                     |
| 8                  | BSR Fundacion Grupo Norte Valladolid | 0-5                                 | Pilatus Dragons RCZS             | 1-4                             | Izmir Buyuksehir Genclik VESK   | 1-4                             | Silverspokes SRUG Gent   | 0-0                     |

## Classement IWBF des clubs à l'issue de la saison
L'IWBF édite chaque année un classement basé sur les performances des clubs dans les compétitions européennes sur les trois dernières années. Il permet de répartir les équipes dans les trois niveaux du tour préliminaire de l'Euroleague.
Classement arrêté au 9 mai 2013
| Place | Équipe                               | Points |
| ----- | ------------------------------------ | ------ |
| 1     | Galatasaray SK                       | 296    |
| 2     | CMB Santa Lucia Sport                | 277    |
|       | CD Fundosa Once Madrid               | 277    |
|       | RSV Lahn-Dill                        | 277    |
| 5     | RSC Rollis Zwickau                   | 266    |
| 6     | Besiktas JK                          | 238    |
| 7     | BSR Fundacion Grupo Norte Valladolid | 236    |
| 8     | GSD Anmic Sassari                    | 207    |
| 9     | Polisportiva Amicacci Giulianova     | 205    |
| 10    | BC Verkerk                           | 204    |
| 11    | ASD Santo Stefano Banca Marche       | 201    |
| 12    | CID Casia Murcia Getafe              | 200    |
| 13    | Toulouse IC                          | 192    |
| 14    | Padova Millennium Basket             | 187    |
| 15    | Hyères HC                            | 186    |
| 16    | Pilatus Dragons RCZS                 | 173    |
| 17    | Unipol Briantea84 Cantù              | 154    |
|       | GSD Porto Torres                     | 154    |
| 19    | BSR Las Palmas Gran Canaria          | 151    |
| 20    | RGKSC Rhinos Wolverhampton           | 139    |
|       | Lottomatica Elecom Sport Roma        | 139    |
| 22    | CS Meaux                             | 137    |
| 23    | Beit Halochem Tel Aviv               | 128    |
| 24    | Izmir Buyuksehir Genclik VESK        | 126    |
| 25    | Oldham Owls                          | 114    |
| 26    | HB Le Cannet CA                      | 113    |
| 27    | Meylan Grenoble HB                   | 112    |
| 28    | Oettinger RSB Team Thüringen         | 111    |
| 29    | Beit Halochem Haifa                  | 106    |